# Amado Nervo
Amado Ruiz de Nervo y Ordaz (Tepic, distrito Militar de Tepic, Jalisco (hoy Nayarit), República Restaurada, 27 de agosto de 1870-Montevideo, Uruguay, 24 de mayo de 1919), más conocido como Amado Nervo, fue un poeta y escritor mexicano, perteneciente al movimiento modernista. Fue miembro correspondiente de la Academia Mexicana de la Lengua, pero no pudo serlo de número por residir en el extranjero.
Poeta (autor, también, de novelas y ensayos) al que se encasilla por lo general como modernista por su estilo y su época, clasificación frecuentemente matizada por incompatible con el misticismo y tristeza del poeta, sobre todo en sus últimas obras, acudiéndose entonces a combinaciones más complejas de palabras terminadas en «-ismo», que intenta reflejar sentimiento religioso y melancolía, progresivo abandono de artificios técnicos, incluso de la rima, y elegancia en ritmos y cadencias como atributos del estilo de Nervo.
El sonoro nombre de Amado Nervo, a menudo tomado por seudónimo, era en realidad el que le dieron al nacer, tras la decisión de su padre de simplificar su verdadero apellido, Ruiz de Nervo. Él mismo bromeó alguna vez sobre la influencia en su éxito de un nombre tan adecuado a un poeta.

## Biografía

### Primeros años de vida
Amado Nervo nació en Tepic, Jalisco (hoy Nayarit, México), el 27 de agosto de 1870. Cuando tenía nueve años murió su padre, dejando a la familia en situación económica comprometida. Otras dos muertes han de marcar su vida: el suicidio de su hermano Luis, que también era poeta, y el retorno «a la fuente de gracia de donde procedía» de su amada Ana Cecilia Luisa Dailliez.
Cursó sus primeros estudios en Michoacán; primero en Jacona, en el colegio de San Luis Gonzaga, donde se destacó por su inteligencia y cumplimiento, después en Zamora estudió ciencias, filosofía y el primer año de leyes en el Seminario aun cuando abandonó los estudios rápidamente en 1891.
Las urgencias económicas le hicieron desistir y lo obligaron a aceptar un trabajo de escritorio en Tepic y trasladarse después a Mazatlán, donde alternaba sus deberes en el despacho de un abogado con sus artículos para El Correo de la Tarde.

### Colaboración en revistas y periódicos
En 1894 prosiguió su carrera en Ciudad de México, donde empezó a ser conocido y apreciado y colaboró en la Revista Azul de Manuel Gutiérrez Nájera. Se relacionó con escritores mexicanos como Luis G. Urbina, Tablada, Dávalos, y con algunos extranjeros como Rubén Darío, José Santos Chocano y Ramón de Campoamor. Formó parte de la redacción de El Universal, El Nacional y El Mundo. En este último se oficializa su colaboración incluyéndolo en el directorio del periódico hasta el 27 de junio de 1897. A partir del 24 de octubre de ese año, El Mundo lanza un suplemento humorístico llamado El Mundo Cómico y Amado Nervo asume su dirección. El 2 de enero de 1898 la publicación se separa de El Mundo y se instituye como independiente, además de que cambia su nombre a El Cómico. Nervo se hace famoso después de la publicación de su novela El bachiller (1895) y de sus libros de poesía Perlas negras y Místicas (1898). Entre 1898 y 1900 fundó y dirigió con Jesús Valenzuela la Revista Moderna, sucesora de la Revista Azul.

### Estadía en Europa
En 1900 viajó a París, enviado como corresponsal del periódico El Imparcial a la Exposición Universal. Allí se relacionó con Catulle Mendès, Jean Moréas, Guillermo Valencia, Leopoldo Lugones, Oscar Wilde y otra vez con Rubén Darío, con quien estableció una fraternal amistad, pero posiblemente le influyó más su primer encuentro con Ana Cecilia Luisa Daillez, el gran amor de su vida, cuya prematura muerte en 1912 le inspiró los poemas de La amada inmóvil, publicados póstumamente en 1922. Con su estancia en Europa tuvo la oportunidad de viajar por varios países y de escribir Poemas (1901), El éxodo y las flores del camino, Lira heroica (1902), Las voces (1904) y Jardines interiores (1905). Volvió a tener trato con la pobreza y la soledad después de que El Imparcial le canceló la corresponsalía y tuvo que atenerse a sus propias fuerzas para poder vivir.

### Últimos años

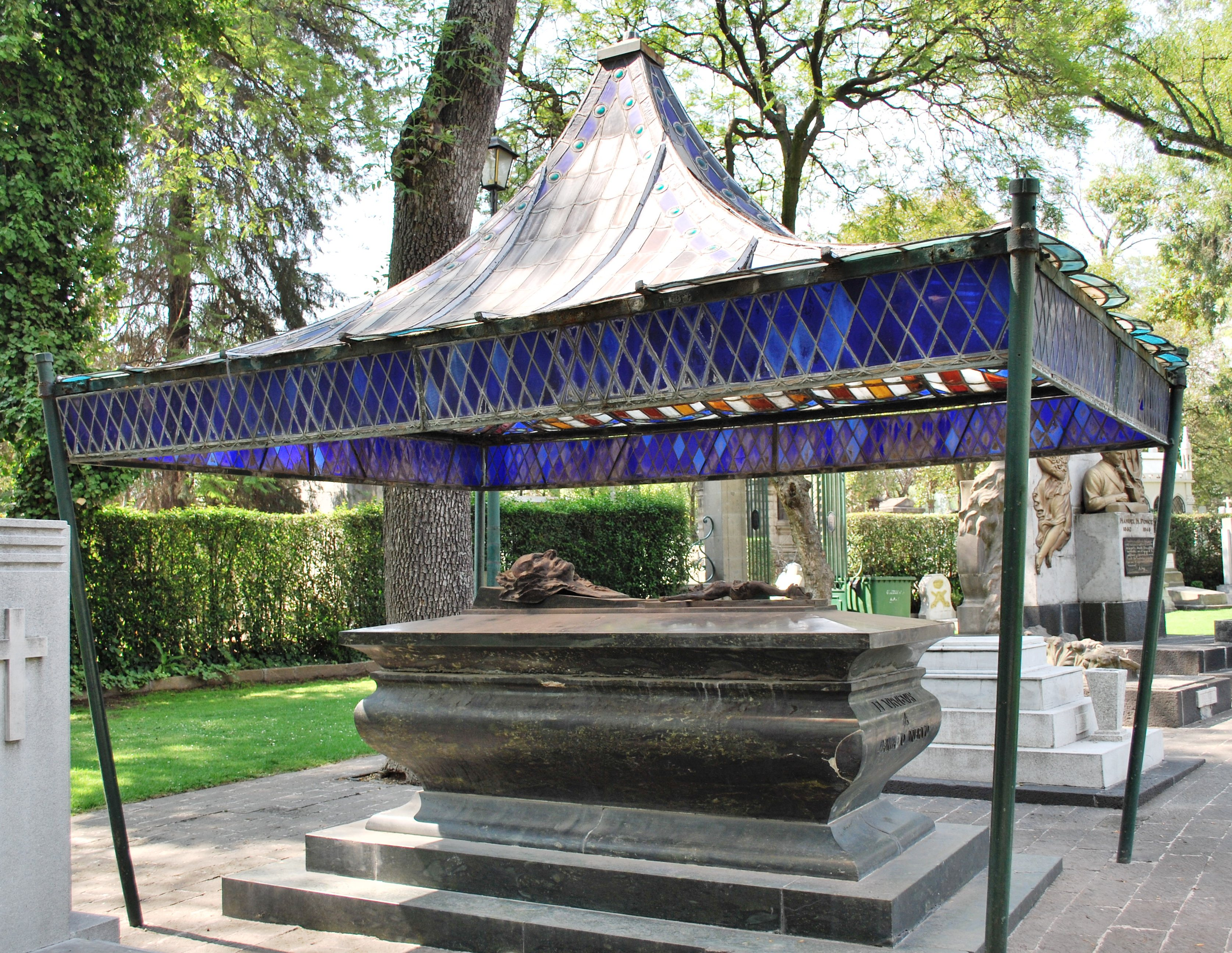
Sepulcro de Amado Nervo en la Rotonda de las Personas Ilustres (México).

A su vuelta a México ya era un poeta consagrado. Atendió fugazmente puestos docentes y burocráticos: ganó una plaza de profesor de lengua castellana en la Escuela Nacional Preparatoria, nivel equivalente al de bachillerato superior de otros países. Hacia 1905 ingresó en la carrera diplomática como secretario de la embajada de México en Madrid, donde trabó amistad con el director de la revista Ateneo, Mariano Miguel de Val, y escribió artículos para esta y otros muchos periódicos y revistas españoles e hispanoamericanos. A más de cumplir decorosamente con su encargo diplomático, aumentó su bibliografía, entre otros libros, con el estudio Juana de Asbaje (1910); de poesía: En voz baja (1909), Serenidad (1915), Elevación (1917) y La amada inmóvil, que fue póstumo; en prosa Ellos, (1912), Mis filosofías y Plenitud (1918). 
En 1914 la Revolución interrumpió el servicio diplomático y se impuso su cese, lo que le hizo acercarse otra vez a la pobreza; regresó al país en 1918 y volvió a ser reconocido como diplomático, por lo que poco después fue enviado como ministro plenipotenciario en Argentina y Uruguay. Llegó a Buenos Aires en marzo de ese año. Se dice que una situación fortuita impidió un encuentro en esta ciudad entre él y el compositor argentino Ernesto Drangosch (1882-1925), quienes se apreciaban de antemano sin conocerse. El hecho es que Drangosch musicalizó cuatro de los poemas de Nervo: En paz, Amemos, Ofertorio y Un signo. 
Nervo falleció de uremia en Montevideo el 24 de mayo de 1919, a los 48 años; representaba su país en el Congreso Panamericano del Niño, y se encontraba en compañía de su amigo Juan Zorrilla de San Martín, que lo asistió en sus últimos momentos.
Su cadáver fue trasladado a México por el crucero Uruguay de la Armada Uruguaya, escoltado por el crucero argentino 9 de Julio. Al llegar a La Habana se unieron a esta escuadra internacional los buques Zaragoza y Cuba. En México se le tributó un homenaje, por órdenes del entonces presidente Venustiano Carranza, sin precedente.

## Obras

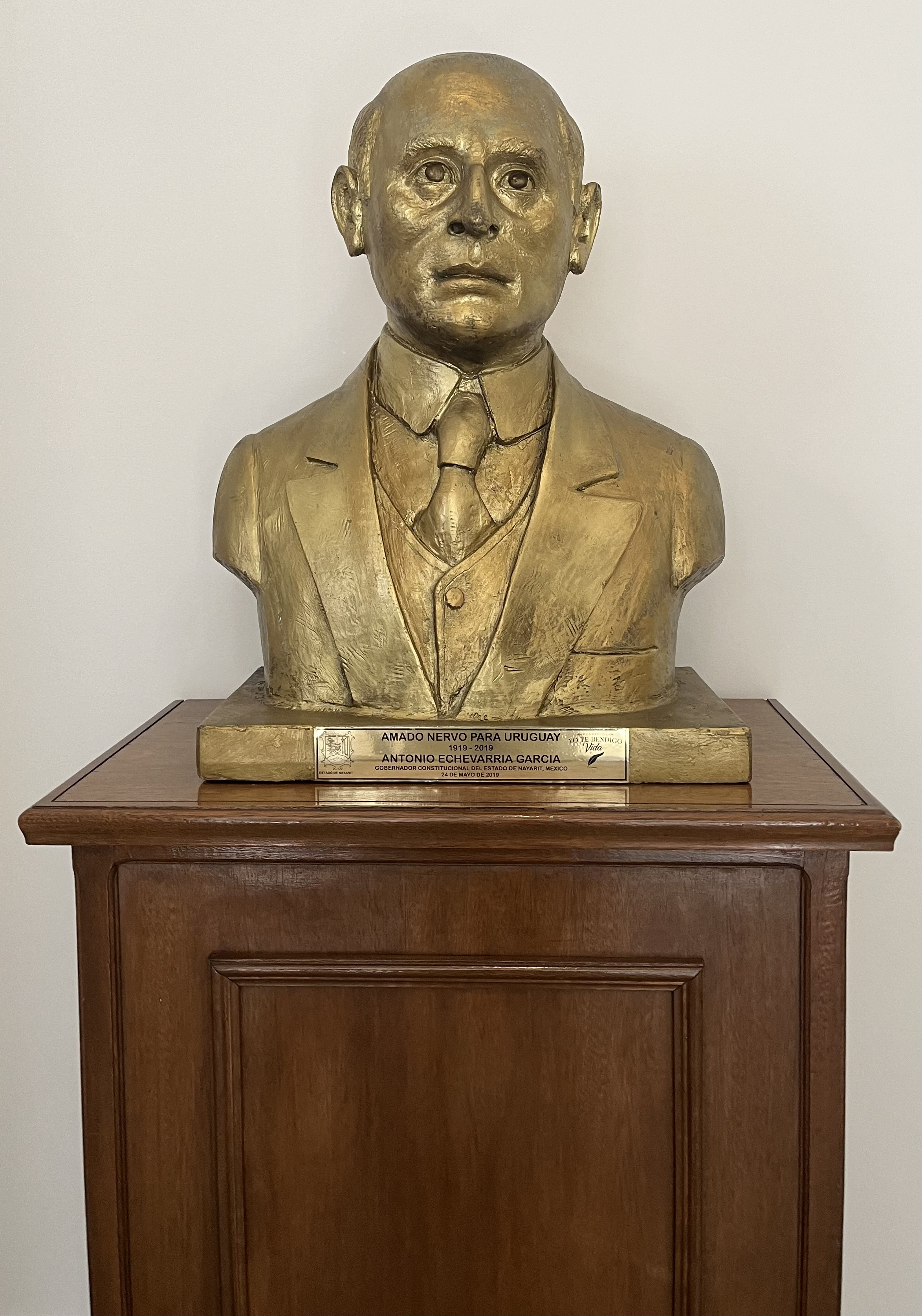
Amado Nervo

- 1962, Obras completas, ed. de Francisco González Guerrero y Alfonso Méndez Plancarte, Madrid: Aguilar, 2 vols.

### Novelas
- 1892, Pascual Aguilera
- 1895, El bachiller
- 1899, El donador de almas
- 1916, El diablo desinteresado
- 1917, El diamante de la inquietud

### Poesía
- 1912, Poesías completas (Madrid: Biblioteca Nueva)
- 1910,  Perlas negras
- 1924, Místicas
- Poemas (publicada en París)
- 1902, La hermana agua
- 1902, El éxodo y las flores del camino, verso y prosa
- 1924, Lira heroica
- 1926, Las voces
- 1930, Los jardines interiores
- 1938, En voz baja
- 1941, Serenidad
- 1943, En Paz, uno de sus poemas más conocidos
- 1944, Elevación
- 1946, Plenitud, prosa y verso
- 1919, El estanque de los lotos
- 1949, El arquero divino
- 1950, La amada inmóvil
- 1952, Mañana del poeta
- 1956, La última luna

### Cuentos
- 1916, Almas que pasan
- 1915, Ellos, prosa
- 1918, Plenitud, prosa
- 1921, Cuentos misteriosos
- Los balcones, cuento y crónica.

### Ensayo
- 1902, El éxodo y las flores del camino, crónicas
- 1910, Juana de Asbaje, ensayo, biografía de Sor Juana Inés de la Cruz
- 1912, Mis filosofías, ensayo
- 1921, En torno a la guerra, ensayo

### Teatro
- 1899, Consuelo, zarzuela puesta en metro músico por Antonio Cuyàs y estrenada en el Teatro Principal de la Ciudad de México.

## En la cinematografía
La vida del poeta fue llevada al cine por el director argentino Luis Bayón Herrera en 1945 en La amada inmóvil, protagonizada por Santiago Gómez Cou y Homero Cárpena, entre otros.